# Супетар
Су́петар (хорв. Supetar, итал. San Pietro della Brazza), Сан-Пиетро — город в современной Хорватии, на Далматском острове Брач, с Сплитско-Далматинской жупании. 
Город находится в северной части (на северном берегу) острова Брач. С 1827 года является административным центром острова. В муниципалитет с центром в Супетаре, помимо самого города, входит ещё три населённых пункта: Сплитска, Шкрип и Мирца. Население муниципалитета составляет 3 062 жителя, это самый крупный и быстрорастущий город острова. С материком город соединяется паромным сообщением. Время парома в пути от Сплита до Супетара составляет 45 минут. Официальным языком является хорватский. Поскольку город и остров популярны среди некоторых туристов, большинство населения владеет иностранными языками — английским, итальянским, немецким.

## История
Первое поселение на месте Супетара располагалось на маленьком полуострове. Это поселение пришло в упадок в начале нашей эры. В настоящее время на этом месте находится кладбище. В позднее Средневековье в заливе Святого Петра образовалось новое поселение, получившее название по названию залива.
Современное поселение было основано в XVI веке, когда люди, живущие в Нережишче (8 километров в глубь острова), стали использовать гавань. Основное развитие города пришлось на XVIII—XIX века, когда Супетар вышел из-под юрисдикции Нережишчи и стал административным центром острова Брач.
На 1907 год в главном городе Сан-Пиетро проживало около 3 250 жителей.

## Достопримечательности
В городе есть часовня с приходом церкви Святого Петра, восстановленная в 1773 году в стиле барокко. В это же время был добавлен боковой неф и колокольня. В церкви находятся картины второй половины XVIII века местного художника Феликса Тирони и алтарная картина работы неизвестного венецианского мастера XVIII века.
В старой части церкви есть несколько надгробий с хорватскими надписями.
Слева от церкви находятся солнечные часы, под которыми стоит саркофаг с выгравированной датой «1774». В классе воскресной школы есть картины венецианских художников XVI—XVII веков.